# Declaración de Berlín (cianuro)
La Declaración de Berlín sobre la contaminación por cianuro en minas de oro, se desarrolló en octubre del 2000, con la finalidad de alertar a la población respecto a los problemas de seguridad que existen cuando se utiliza el cianuro en los procesos de extracción del oro.
En esta se dejó claramente establecido que el proceso de extracción de oro usando el proceso de cianuro no puede garantizar las medidas de seguridad contra accidentes.  Sin embargo, hasta la fecha el uso de cianuro no está prohibido en los países miembros de la Unión Europea, aunque las voces para lograr a la prohibición aumentan.

## Motivación
Los accidentes ocurridos en las minas, a raíz del uso del cianuro son múltiples y graves para el medio ambiente y frecuentemente con víctimas, por ejemplo los de:
- AngloGold Ashanti, Sudáfrica;
- Gold Fields, Sudáfrica;
- Rio Tinto, R.U./Australia;
- Newmont Mining Corporation, EE. UU.;
- Barrick Gold, Canadá;
- Placer Dome, Canadá;
- BHP, Australia;
- Normandy, Australia

## La declaración
El texto de la Declaración de Berlín sobre el tema establece, entre otras cosas que:
1. La tecnología necesaria para la seguridad (como desintoxicación, neutralización, reducción en la capacidad del ecosistema contra otros metales pesados) está  solamente disponible en forma limitada, lo que no pueden garantizar la seguridad en la mina de oro. Considerando la economía, conservación del agua, química y protección de la naturaleza, las minas de oro usando cianuro a cielo abierto no está autorizadas bajo las leyes de Alemania ni de la Unión Europea.
2. El análisis de los ecosistemas en los sitios donde operan minas de oro que utilizan el proceso del cianuro demuestran que, en zonas tropicales y subtropicales, hay una ocurrencia periódica de crisis. 
La Tecnología para reducir el riesgo no es manejable y no puede ser controlada. 
Rotura de diques, pérdidas, accidentes de transporte (por ejemplo: Summitville, Colorado/EE. UU. 1993; Harmony Mine, Sudáfrica 1994; Manila, Filipinas 1995; Omai, Guayana 1995; Homestake Mine, Dakota del Sur, EE. UU. 1996; Gold Quarry Mine Nevada territory of Western Shoshone, EE. UU. 1997; Kumtor, Kirguistán 1998; Baia Mare, Rumanía 2000) y otros pequeños accidentes indican, a nivel mundial que estas empresas no actúan con los suficientes controles para evitar estos accidentes.
3. Los análisis económicos indican que las actividades de los principales productores de oro (por ejemplo: Anglo Gold, Sudáfrica; Gold Fields, Sudáfrica; Rio Tinto, R.U./Australia; Newmont, EE. UU.; Barrik, Canadá; Placer Dome; Canadá; BHP, Australia; Normandy, Australia) están concentradas en países pobres y regiones con bajos costos de producción, e insuficientes estándares legales y de control ambiental.
4. El análisis de los efectos sociales y sobre las condiciones de trabajo en estas áreas demuestran que no hay efectos positivos, para la sociedad, derivados de este tipo de extracción minera. 
Ganancias de corto plazo (más trabajo) son siempre seguidas de una permanente caída de calidad de vida comparada con los estándares previos.

## Los firmantes
Entre otros la declaración fue firmada por:
- Prof. Dr. rer. nat. Dr. h. c. mult. Paul Müller. - Universidad de Saarbrücken
- Prof. Dr. Friedhelm Korte. - Universidad de Múnich Petra Sauerland - (CEO FIAN-D)

## Evolución posterior del problema
Por amplia mayoría, los eurodiputados dictaron una resolución que cuestiona duramente la extracción de minerales con cianuro. Advirtieron sobre los riesgos para la salud y el ambiente. Y pidieron la “prohibición total” del uso del cianuro en los 27 Estados miembro. Peticiones semejantes se dan en diversos países latinoamericanos como Argentina, Uruguay y Perú, llevados adelante por organizaciones ambientalistas. Por otro lado los gobiernos de la región, Argentina, Chile, Uruguay, Paraguay y Ecuador, con la adhesión de Brasil, firmaron en Buenos Aires la Declaración Minera del Mercosur, que rechaza las restricciones comerciales e industriales impulsadas por la Unión Europea a actividades productivas como la minería.